# مسابقات جهانی تنیس روی میز ۱۹۸۹
مسابقات جهانی تنیس روی میز ۱۹۸۹ (انگلیسی: 1989 World Table Tennis Championships) چهلمین دوره مسابقات جهانی تنیس روی میز است که در شهر دورتموند، آلمان برگزار شده‌است.
این مسابقات از ۲۹ مارس تا ۹ آوریل ۱۹۸۹ در دو بخش تیمی و انفرادی انجام شده‌است.

## نتایج

### تیمی
| رویداد     | طلا                                                                            | نقره                                                                    | برنز                                                                              |
| تیمی مردان | سوئد · میکل اپلگرین · پیتر کارلسون · اریک لیند · یورگن پرسون · یان اووه والدنر | چین · چن لونگکان · جیانگ جیالیانگ · ما ونگ · تنگ یی · Yu Shentong       | کرهٔ شمالی · Chu Jong-Chol · Hong Chol · Kim Song-hui · Li Gun-Sang · Yun Mun-Song |
| تیمی زنان  | چین · چن جینگ · Chen Zihe · هو شیائوشین · Li Huifen                            | کرهٔ جنوبی · Hong Soon-hwa · هیون جونگ-هوا · Kim Young-mi · Kwon Mi-sook | هنگ کنگ · چای پو وا · چان تان لویی · Hui So Hung · Mok Ka Sha                     |

### انفرادی
| رویداد        | طلا                      | نقره                          | برنز                   |
| انفرادی مردان | یان اووه والدنر          | یورگن پرسون                   | آندری گروبا            |
| انفرادی مردان | یان اووه والدنر          | یورگن پرسون                   | Yu Shentong            |
| انفرادی زنان  | چیائو هونگ               | ری پون-هوی                    | هیون جونگ-هوا          |
| انفرادی زنان  | چیائو هونگ               | ری پون-هوی                    | چن جینگ                |
| دونفره مردان  | اشتفن فتزنر یورگ روسکوف  | زوران نیکولا Leszek Kucharski | چن لونگکان وی چینگوانگ |
| دونفره مردان  | اشتفن فتزنر یورگ روسکوف  | زوران نیکولا Leszek Kucharski | هوی جون تنگ یی         |
| دونفره زنان   | دنگ یاپینگ چیائو هونگ    | چن جینگ هو شیائوشین           | گائو جون لیو وی        |
| دونفره زنان   | دنگ یاپینگ چیائو هونگ    | چن جینگ هو شیائوشین           | Ding Yaping Li Jun     |
| دونفره مختلط  | یو نام-کیو هیون جونگ-هوا | زوران نیکولا گوردانا پرکوچین  | چن لونگکان چن جینگ     |
| دونفره مختلط  | یو نام-کیو هیون جونگ-هوا | زوران نیکولا گوردانا پرکوچین  | Chen Zhibin گائو جون   |